# Блокатори калијумових канала
Блокатори калијумових канала  делују инхибицијом протока калијумових јона кроз ћелијске мембране. Они се или такмиче са везивањем калијума унутар филтера селективности или се везују изван филтера да би прекинули проводљивост јона. Пример једног од ових конкурената су кватернарни амонијум јони, који се везују за ванћелијску површину или за централну шупљину канала. За блокирање из централне шупљине кватернарни амонијум јони су такође познати као блокатори отворених канала, јер везивање класично захтева претходно отварање капије цитоплазме.
Јони баријума такође могу да блокирају струје калијумових канала, везивањем са високим афинитетом унутар филтера селективности. Сматра се да ово чврсто везивање лежи у основи токсичности баријума тако што инхибира активност калијумових канала у ексцитабилним ћелијама.
Током њихове употребе могући су нежељени ефекти као што су вазодилатација, едем, хипотензија и рефлексна тахикардија. Показало се да отварачи калијумових канала имају значајну улогу у терапији периферних васкуларних болести и плућне хипертензије. У будућности, лекови са селективним деловањем на калијумове канале васкуларних мишићних ћелија или миоцита могли би бити корисни терапеутски агенси.

## Калијумови канали
Калијумови канали су најразноврснија група јонских канала. Они учествују у бројним кардиоваскуларним функцијама, на пример регулишу тонус васкуларних глатких мишића и одговорни су за одржавање стабилног потенцијала мировања мембране миоцита, као и за раздражљивост спроводног апарата срца. Модулација функције калијумових канала могу изазвати ендогени лиганди или лекове који могу бити: блокатори или активатори, односно отварачи калијумових канала.  Модулација калијумових канала може бити терапијско или нежељено дејство лекова.

## Медицински блокатори калијумових канала
Медицински блокатори калијумових канала, продужавају трајање потенцијала акције. Користе се као антиаритмичка средства и вазодилататори. Нежељени ефекти лека могу довести до синдрома дугог QT интервала изазваног лековима, потенцијално опасног по живот. Ово је најчешће због деловања на  hERG калијум канал у срцу. Сходно томе, сви нови лекови су претклинички тестирани на срчану безбедност.
Сама срчана болест може модулирати број или функцију канала и тако довести до измењеног деловања лекова; вероватно је да клинички фактори ризика за torsades de pointes, као што су:
- урођени дуги QT синдроми,

- срчана инсуфицијенција,

- хипертрофија леве коморе,

- женски по,

- стање после кардиоверзије атријалне фибрилације.

Постоје многа друга окружења у којима је доследно пријављивана изразита лабилност у  трајању  QT интервала или морфологији: то укључује стрес кардиомиопатију, промене након пејсинга или блока гране снопа,  дијабетеса,  и субарахноидално крварење.  Основни механизми који доводе до ових  промена на  QT интервалу нису добро схваћени и у ствари да ли повећавају ризик од torsades de pointes није извесно, али промене у критичним сигналним путевима који регулишу синтезу или функцију канала изгледају вероватним.
Калијумски канали су свеприсутнији у многим типовима ћелија, а развијен је широк спектар лекова који инхибирају њихову функцију. На пример, сулфонилурее ступају у интеракцију са АТП-инхибираним калијумових канала у панкреасу да би произвеле терапеутске ефекте код дијабетеса, док је блокатор калијумових канала широког спектра 4-аминопиридин коришћен у терапији за мултиплу склерозу. Ови лекови не производе велике ефекте на QT интервал на површинском електрокардиограму.
Неки антиаритмици који блокирају калијумове канале производе мали или никакав други електрофизиолошки ефекат срчаних јонских канала и називају се „чистим“ блокаторима калијумових канала. Соталол, дофетилид и можда ибутилид спадају у ову категорију, иако су ефекти соталола такође посредовани бета-блокадом, а рани извештаји сугеришу да ибутилид такође може повећати касну струју натријума.  Други антиаритмици који блокирају калијумове канале имају додатне електрофизиолошке ефекте на срце, као што је блокада натријумових или калцијумових канала: амиодарон, дронедарон и кинидин спадају у ову категорију. Сходно томе, предвиђање ефеката ових лекова на цело срце је посебно сложено, што одражава чињеницу да неки ефекти продужавају QT интервал, док га други могу скратити. Поред тога, флекаинид и пропафенон, који се генерално класификују као релативно „чисти“ блокатори натријумових канала, такође показују ефекте блокирања калијумових канала и могу да продуже QT интервале код људи.
Обиље података подржава идеју да главни механизам у коме лекови који блокирају калијумове канале, било да су „чисти“ или „мешани“, продужавају QT интервал инхибирањем главне реполаризирајуће струје калијума у срцу. То укључује испоруку лека у канал, број присутних канала и број других присутних канала за реполаризацију и деполаризацију. Недавни рад је идентификовао алтернативне механизме помоћу којих чак и „чисти“ блокатори калијумових канала могу модулирати реполаризацију срца. Стога, чак и једноставна интеракција лека са јединственом молекуларном метом као што је канал Кв11.1, може увести значајне сложености у анализу варијабилности деловања лека.

## Примери лекова
| Лек               | Опис лека |
| ----------------- | --- |
| Далфампридине     | Блокатор калијумових канала који се користи за побољшање моторичке функције код пацијената са мултиплом склерозом (МС). |
| Дофетилид         | Антиаритмички лек класе 3 који се користи за одржавање нормалног синусног ритма и кардиоверзије у случајевима атријалне фибрилације и атријалног флатера. |
| Амиодарон         | Антиаритмик класе 3 индикован за лечење рекурентне хемодинамски нестабилне вентрикуларне тахикардије и рекурентне вентрикуларне фибрилације. |
| Тетраетиламонијум | Тетраетиламонијум је експериментални лек без одобрених индикација. |
| Линопирдин        | Није означено |
| Натеглинид        | Меглитинид који се користи за лечење дијабетес мелитуса који није независан од инсулина. |
| Репаглинид        | Антихипергликемик који се користи за побољшање контроле гликемије код дијабетеса. |
| Амифампридин      | Амифампридин је присутан у лековима као амифампридин фосфат. То је дериват пиридина 3,4-диаминопиридин. Амифампридин је структурно уско повезан са фампридине (4-аминопиридин), који је такође доступан у продаји. Користи се за симптоматски третман миастеничког синдрома Ламберт-Еатон (ЛЕМС) код одраслих (ретка аутоимуна болест која циља калцијумове канале и резултује слабошћу мишића. |

## Зависност од обрнуте употребе
Блокатори калијумових канала показују обрнуто продужење трајања акционог потенцијала зависно од употребе.  Зависност од обрнуте употребе је ефекат где се ефикасност лека смањује након поновљене употребе ткива.Ово је у супротности са (обичном) зависношћу од употребе, где се ефикасност лека повећава након поновљене употребе ткива.
Зависност од обрнутог коришћења је релевантна за блокаторе калијумових канала који се користе као антиаритмици класе III. Лекови зависни од обрнуте употребе који успоравају откуцаје срца (као што је кинидин) могу бити мање ефикасни при високим откуцајима срца. Рефракторност вентрикуларног миоцита се повећава при нижим откуцајима срца. Ово повећава подложност миокарда раној накнадној деполаризацији (ЕАД) при ниском откуцају срца.Антиаритмички агенси који показују обрнуту зависност од употребе (као што је кинидин) су ефикаснији у превенцији тахиаритмије него у претварању у нормалан синусни ритам. Због обрнуте зависности од употребе лекова класе III, при ниским срчаним фреквенцијама антиаритмички агенси класе III могу парадоксално бити аритмогеничнији. према томе лекови  као што је кинидин могу да зависе и од обрнуте употребе и од редовне употребе.